# Meydān-e Soflá
Meydān-e Soflá (persiska: میدان سفلی) är en ort i Iran.   Den ligger i provinsen Västazarbaijan, i den nordvästra delen av landet, 700 km nordväst om huvudstaden Teheran. Meydān-e Soflá ligger 2 069 meter över havet och antalet invånare är 164.
Terrängen runt Meydān-e Soflá är huvudsakligen kuperad, men den allra närmaste omgivningen är platt. Runt Meydān-e Soflá är det ganska tätbefolkat, med 75 invånare per kvadratkilometer. Närmaste större samhälle är Fīrūraq, 15,4 km söder om Meydān-e Soflá. Trakten runt Meydān-e Soflá består i huvudsak av gräsmarker.